# Vasvármegyei Elektromos Művek Rt.

## Története
A Vasvármegyei Elektromos Művek Részvénytársaság (VEMRt.) 1895. augusztus 29-én alakult meg svájci tőke, a genfi Compaigne de l' Industrie Electrique et Mécanique pénzcsoport bevonásával, azzal a célla, hogy a Rába folyó vízerejét teljességgel hasznos munkára fogja. Az alapító okiratban ezt így fogalmazták meg:

„ A társaság czélja a Rába folyónak Batthyány Lajos és Géza gróf urak tulajdonát képező ikervári vízierejét iparilag kihasználni, különösen Szombathely és Sárvár városokat és a közben fekvő községeket vagy egyéb helységeket elektromos világítással ellátni, Szombathelyen villamos erőre közúti vasutat létesíteni, ipari vagy egyéb czélokra erőt szolgáltatni. ...”

  A társaság elnöke gróf Batthyány Lajos, volt fiumei kormányzó, ikervári földbortokos lett,  ügyvezető igazgatói: dr. Edelmann Sebő és Gothard Jenő.
Batthyány gróf Ikervári birtokán 1896. májusában kezdték el a duzzasztó építését, az Ikervári vízerőmű 1900-ban készült el. A Rábán felépült erőműtől az elektromos vezeték kiépítésével Szombathely és Sopron is elektromos áramhoz jutott.  
A VEMRt. üzemeltette a szombathelyi és a soproni villamosokat, melyek egyvágányú keskeny nyomközű vasutak voltak. 
Batthyány Lajos szombathelyi a Kossuth Lajos utca 33. sz. alatti telkén egy kétemeletes lakóházat építtetett, amely egyben a (VEMRt.) székháza is lett. Majd megvették a szomszédos 35. és 37. sz. telket is, amelyeken kiépült a VEMRt. telepe, egészen a Thököly utcáig. A székház-lakóház terveit a neves helybeli építész Rauscher Miksa készítette 1895-ben. 1896-ban készült el az épület, amelynek kivitelezője Wälder Alajos volt. Batthyány gróf egy reprezentatív kétemeletes épületet terveztetett, amely jól kiemelkedett a környező földszintes házak közül mind méreteivel, mind gazdag homlokzati kiképzésével. 1933-ban teljesen átépítették, a homlokzati díszítés leverték, és egy jellegten épület lett az egykor díszes székházból. Később az ÉDÁSZ telephelye lett. 2008-ban lebontották. 